# Вилы (Кировский район)
Ви́лы (бел. Вілы) — деревня в Боровицком сельсовете Кировского района Могилёвской области Республики Беларусь.
Находится на реке Ола. Плотиной создано искусственное озеро. Название происходит от слова вилы в значении — развилка, раздвоение дороги.

## Население
Согласно переписи 1897 года, в деревне проживало 144 жителя в 23 дворах; в 1917 году — 232 жителя в 39 дворах. 1 января 2017 года в деревне насчитывалось 5 хозяйств, в которых проживало 7 жителей.